# Festgesang an die Künstler
Der Festgesang an die Künstler nach Schillers Gedicht, op. 68 (MWV D 6) ist ein weltliches Chorwerk von Felix Mendelssohn Bartholdy für Männerchor und Blechbläser. Als Textvorlage diente das Gedicht Die Künstler von Friedrich Schiller.

## Das Stück
Mendelssohn schrieb den Festgesang 1846 im Auftrag des Kölner Männer-Gesang-Vereins für das erste deutsch-flämische Sängerfest in Köln. Das Blechbläser-Orchester enthält folgende Stimmen: 2 Trompeten in Es, 2 Trompeten in B, 2 Hörner in Es, 2 Hörner in B, 4 Posaunen, 1 Tuba und 1 Ophikleide. Es ist davon auszugehen, dass alle Stimmen mehrfach besetzt wurden. Die Blechbläser begleiten einen vierstimmigen Männerchor sowie ein vierstimmiges Solo-Männerquartett. Eine Aufführung der in B-Dur stehenden Komposition dauert rund sieben Minuten.
Die Musik ist in dieser Komposition mehrheitlich Dienerin des Textes, nur seltene Ausnahmen durchbrechen das homorhythmische Fortschreiten von Vokal- und Instrumentalstimmen. Nur die Einleitung der Bläser ist rein instrumental, ansonsten sind sie homophon zu den Stimmen gesetzt oder dienen als Antwort oder Echo. Die Stimmführung ist durch Tonwiederholungen und Sekundfortschreitungen meist relativ einfach gehalten, Punktierungen verleihen einen marsch- oder fanfarenartigen Charakter und lockern so den Fluss auf. Der festliche Charakter des Stückes wird allein schon durch die Bläserbesetzung verstärkt und schaukelt sich speziell gegen Schluss hin durch die fanfarenartige Bläserbegleitung und hymnischen Halben des Männerchores auf. Zusammenfassend gesagt setzt Mendelssohn seine kompositorische Mittel sparsam aber wirkungsvoll ein.

## Uraufführung
Die  Uraufführung fand am 14. Juni 1846 zur Eröffnung des deutsch-flämischen Sängerfestes unter Mendelssohn eigener Leitung statt. Dabei stand ihm ein Chor von etwa 2.200 Sängern zur Verfügung, davon etwa 500 aus Belgien.

## Verwandte Kompositionen
Franz Liszt vertonte denselben Textabschnitt unter dem Titel An die Künstler. Seine Komposition beinhaltet ebenfalls einen solistischen Männerchor, jedoch mit großem Orchester. Vor allem in den ersten Version des mehrfach überarbeiteten Werkes wird der Bezug zu Mendelssohns Festgesang deutlich. Es handelt sich allerdings um eine fast doppelt so lange und um einiges schwerere, dramatischere Komposition, welche nicht zuletzt deswegen von Richard Wagner begeistert aufgenommen wurde.
Nicht zu verwechseln ist der Festgesang an die Künstler mit dem ebenfalls von Mendelssohn stammenden Festgesang zum Gutenbergfest (MWV D 4).